# Stephan Eicher
Pour les articles homonymes, voir Eicher.
Stephan Eicher, né le 17 août 1960 à Münchenbuchsee (Suisse), est un auteur-compositeur-interprète suisse.

## Biographie
Stephan Eicher naît le 17 août 1960, à Münchenbuchsee, en Suisse près de Berne, d'un père d’origine yéniche et d'une mère suisse. Il est le deuxième enfant d'une fratrie de trois garçons. Son père, violoniste de jazz à ses heures, donne à Stephan et à ses deux frères le goût de la musique.
Stephan Eicher fait ses études à la F+F Schule für Kunst und Design de Zurich où il apprend les techniques de composition puis joue dans un premier groupe electro-punk Noise Boys. Il collabore ensuite avec son frère Martin et son groupe Grauzone pendant 2 ans.

## Carrière musicale

### Années 1980-1990
Artiste suisse, Stephan Eicher a connu en France la plupart de ses succès avec les chansons chantées en français, mais il chante aussi en allemand, en suisse allemand (bernois), en italien et en anglais. Les chansons, et arrangements des reprises, de ses premiers albums sont essentiellement à base d'instruments électroniques (ordinateurs, samplers, séquenceurs, synthés, etc.), dans le genre new wave qui a émergé au début des années 1980. Après le succès de Eisbär (avec le groupe Grauzone) en Allemagne, il se fait connaître en France avec l'album Les Chansons bleues (1983) (il cite la Ballade des pendus de François Villon dans La Chanson bleue : « puis ça, puis là, comme le vent varie »), succès d'estime qui est suivi d'un premier tube Two People in a Room (album I Tell This Night 1985)  et de Combien de temps (album Silence 1987) composé avec Corinne Dacla. Le succès d'estime et le noyau de fans sont déjà au rendez-vous, mais le succès populaire et la reconnaissance « officielle » viennent vraiment de la rencontre entre Stephan Eicher et le romancier Philippe Djian lors de Rapido, l'émission d'Antoine de Caunes, de leur amitié complice et de leur collaboration fructueuse. Djian écrira en effet les textes de toutes les chansons françaises d'Eicher à partir de l'album My Place en 1989 dont Déjeuner en paix, Pas d'ami comme toi, Des hauts des bas.

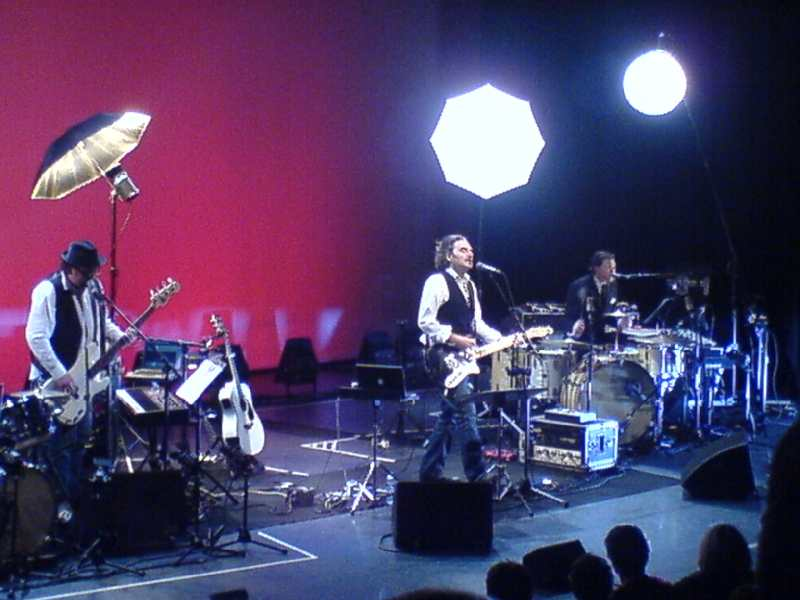
Stephan Eicher en concert au Théâtre Duchamp-Villon du Grand-Quevilly, près de Rouen, le 12 mars 2008.

L'artiste rock étoffe son univers musical, il a désormais recours à des instruments de musique acoustique classiques (guitare, piano, etc.) parfois méconnus (tel le cymbalum, instrument à cordes frappées) sur l'album Engelberg ou même très anciens (le cromorne par exemple, instrument à vent à anche double et corps recourbé, la vielle à roue ou la cornemuse) sur l'album Carcassonne. Il enregistre non plus en studio mais dans des hôtels qui l'accueillent plus chaleureusement. On peut noter, sur ces albums (ainsi que sur l'album studio suivant 1000 vies), la richesse qu'apporte la section rythmique composée de Manu Katché et Pino Palladino. Associant instruments traditionnels, sons et rythmes modernes, il affirme une singularité musicale incontestable, en hommage à Moondog, son maître respecté. Après l'été 1994, où il donne 114 concerts, Stephan Eicher sort son premier album live Non ci badar, guarda e passa accompagné d'une vidéo guarda e passa, on y retrouve les séquences live attendues, mais aussi des moments volés dans le car, les hôtels, les bars aux concerts improvisés, les quais de gare, les après-concerts, un aperçu intimiste de l'ambiance exaltante, exubérante, glorieuse mais épuisante de cette tournée filmée par Thierry Rajic.
Le très symphonique album 1000 vies qui suit en 1996 déconcerte une part du public qui ne reconnaît plus dans la tournée Backstage Concerto le Stephan Eicher qu'il a connu, mais l'album Louanges les réconcilie en 1999.

### Années 2000-2010
Hotel*S, un best-of, sort en 2001, sa version luxe est complétée d'un CD de chansons inédites, de versions oubliées ou inattendues. En 2002, il compose en collaboration avec le violoncelliste Jean-Philippe Audin et le pianiste  Achim Meier, la musique du film Monsieur N. d'Antoine de Caunes. Il chante avec I Muvrini (Un sognu pe campa - album Umani), Patricia Kaas (On pourrait de J.J. Goldman), la chanteuse québécoise Claire Pelletier (Ce que tu donnes) et compose pour Johnny Hallyday Ne reviens pas.
Il enregistre en 2003 Taxi Europa, « tentative rock mal accueillie », déclinée sous forme d'un CD normal, d'un CD live et de deux DVD, l'un retraçant la genèse de Taxi Europa, réalisé par Marc Dixon, le second reprenant principalement le concert donné à l'Ancienne Belgique à Bruxelles, dans le cadre du Tour Taxi Europa, où Stephan Eicher se met en scène sur grand écran.
En 2005, il réalise le second timbre d'une série pour la poste suisse imaginée par des personnalités résidant en Suisse. Ce timbre, baptisé Merci, représente le Cervin stylisé sous la forme du continent africain à l'envers.

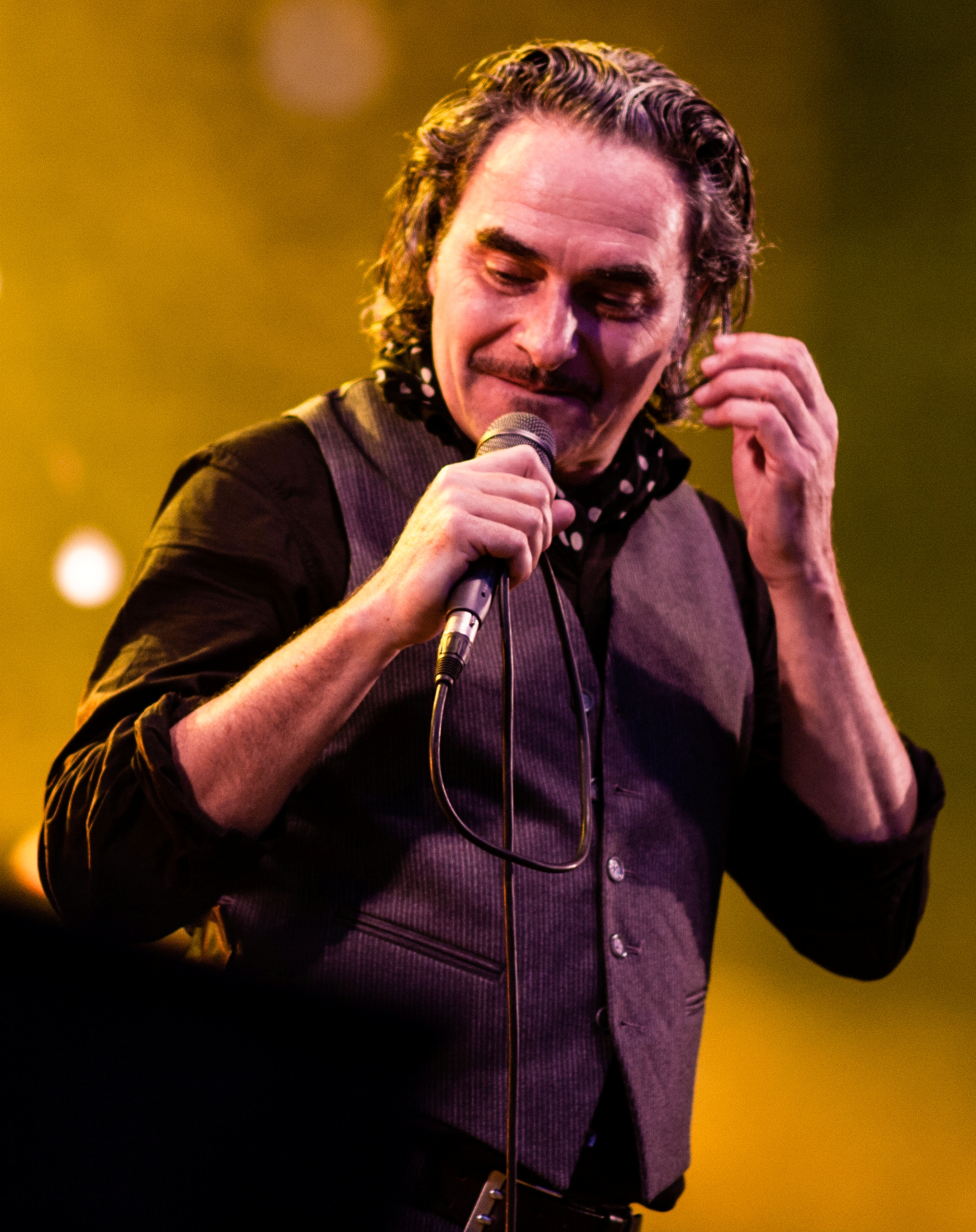
Stephan Eicher (2012)

Après une tournée en 2005, projet solo où il joue en acoustique seul sur scène au milieu de ses machines et de son ordinateur, il présente en 2006 au Blueballs Festival de Lucerne et en Corse quelques titres du disque Eldorado. Le 16 avril 2007, sous le label Barclay, sort Eldorado, douzième album studio. Il est réalisé par Frédéric Lo. Le Club Tour 2007, la tournée accompagnant la sortie de ce disque, comprend des concerts en France, en Allemagne et en Suisse notamment et se termine en octobre 2008, à Paris. En 2011, il participe à Tels Alain Bashung, l'album de reprises de chansons d'Alain Bashung, en interprétant Volutes.
Le 3 août 2012, il participe au Festival du Bout du Monde. Il écrit et met en musique la cinquième rêverie du promeneur solitaire de Jean-Jacques Rousseau sur l'album Rêveries. En octobre sort son treizième album studio L'Envolée avec un premier single Le sourire.
En février 2013, il est présent à Montreux pour l'Hommage à Claude Nobs, fondateur du Festival de Jazz de cette ville, en interprétant notamment Pas d'ami comme toi.

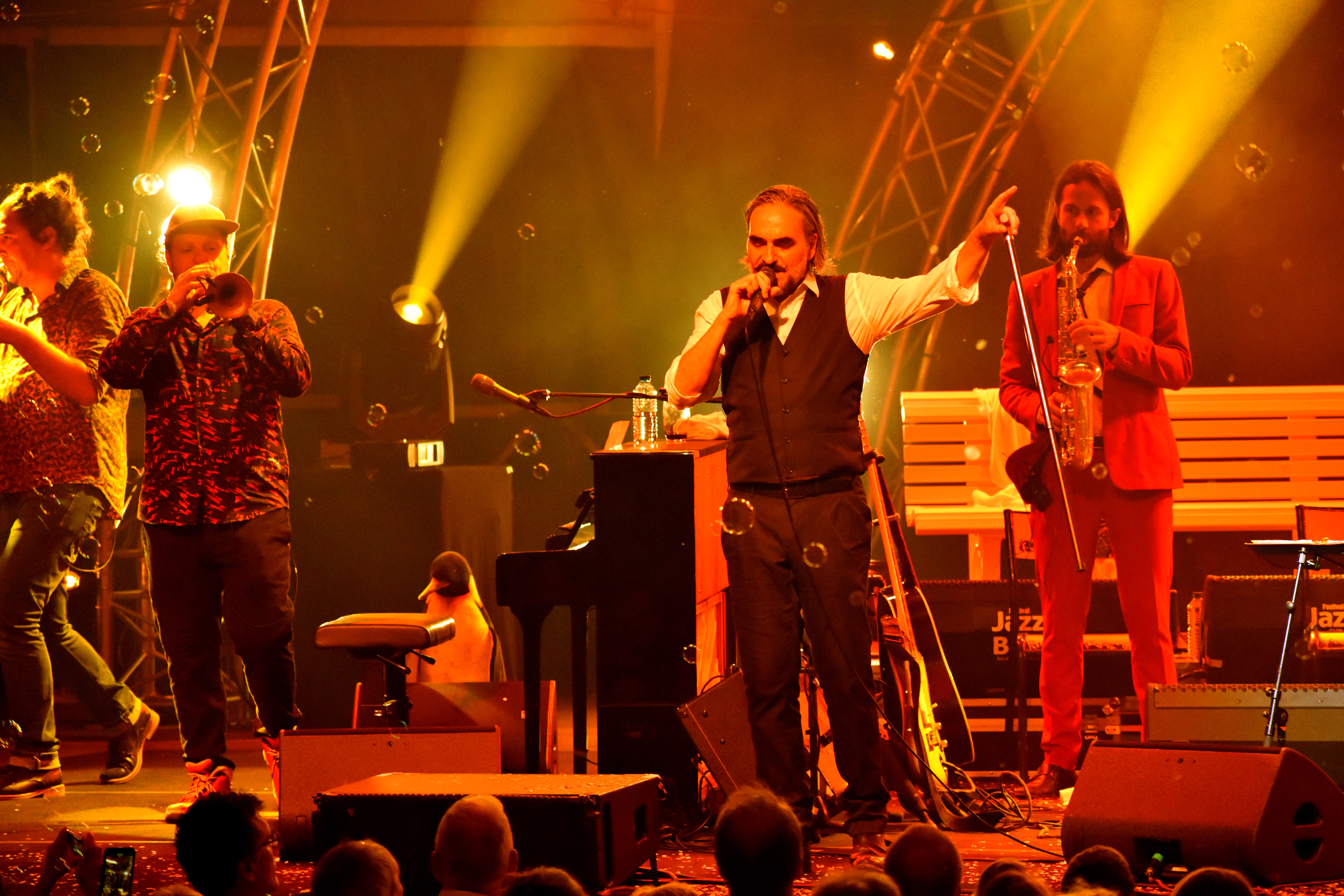
Stephan Eicher au festival Jazz en Baie le 2 août 2019.

En 2014, pour la fête votive du Cailar, il organise un groupe éphémère, Les Roulettes polymères, avec Sophie Calle.
En 2015, il part seul sur scène accompagné d'automates pour la tournée Stephan Eicher und die Automaten.
En avril 2017, il sort le film documentaire Yéniche Sounds.
Le 15 février 2019 sort l'album Hüh!, composé de reprises de ses propres titres avec l'ensemble Traktorkestar, après un an de tournée. Après sept années de procédures judiciaires, un album original intitulé Homeless Songs sort en septembre 2019. Une tournée s'ensuit jusqu'en mars 2020 puis est interrompu en raison de la pandémie de Covid-19. Stephan Eicher fête ses 40 ans de carrière au Palais de la culture et des congrès de Lucerne en compagnie notamment de Sophie Hunger, Tinu Heiniger et de la fanfare balkano-suisse Traktorkestar.

### Années 2020

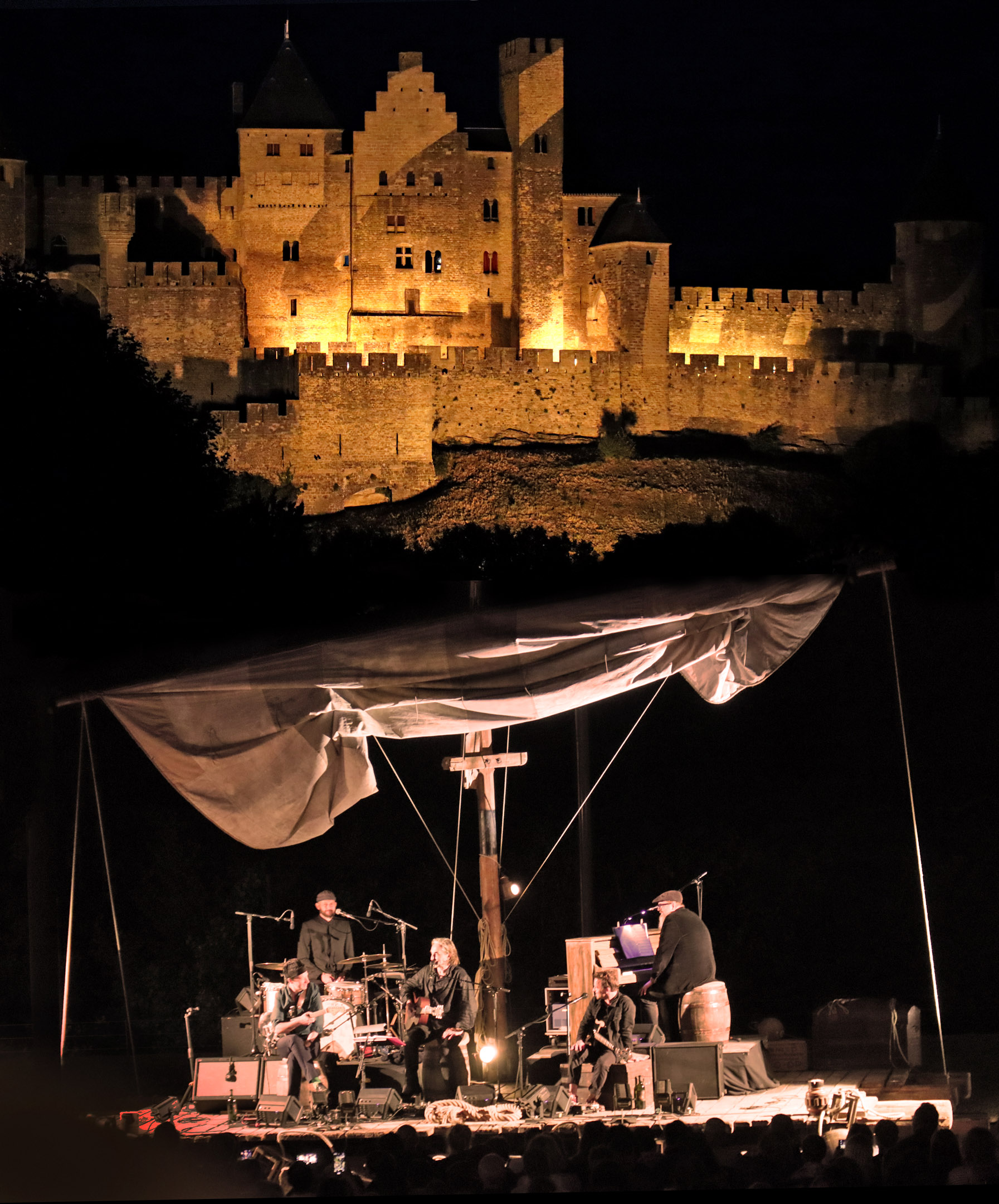
Le radeau au pied de la Cité de Carcassonne le 2 juillet 2022

Après le confinement, en mai 2021, le chanteur remonte sur scène avec ses trois musiciens pour une série de concerts intitulée Le radeau des inutiles. « Chaque personne qui a une épicerie, qui a un petit boulot, ou je ne sais pas… un restaurant, et on lui dit que ça n'est pas essentiel ? Pour chaque personne c'est essentiel de faire son travail. Pour nous aussi, mais là on a de la chance, on peut revenir, on peut jouer : c'est génial ! ». À l'automne, le quartet repart sur les routes pour la tournée Le ventre de la baleine. Les musiciens jouent sur un radeau composé de bouts de bois, d'un mât et de barriques,.
En mars 2022, l'artiste décide de diffuser sa musique directement sur internet. Il met en ligne un EP de 4 titres, Autour de ton cou composés au piano, accompagnés de cordes sur des textes de Philippe Djian. Pour l'illustration de ce mini-album, il fait appel à son amie Sophie Calle. « Je lui ai dit je vois des mains, c'est un titre violent et tendre et là elle me dit qu'elle travaille autour des mains de son père, décédé, comme le mien ».
En juin sort un deuxième EP Le plus léger au monde aux sonorités rock. Puis en octobre sort l'album Ode composé de 12 titres dont ceux des deux EP. Stephan Eicher s'entoure du coproducteur et musicien Reyn Ouwehand et de l'écrivain Martin Suter et des musiciens qui l'accompagnent sur scène.

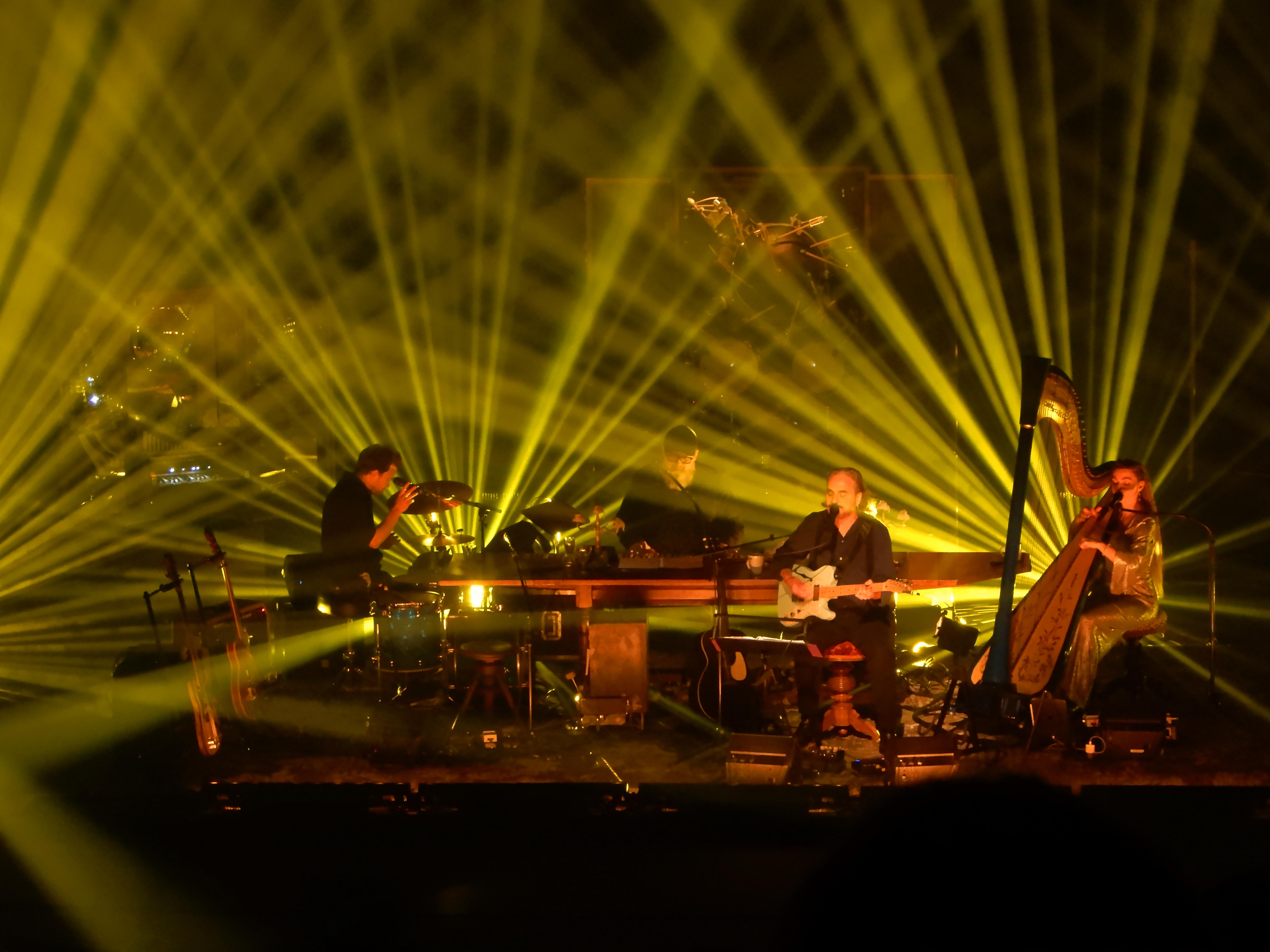
Stephan Eicher à Vitré le samedi 23 mars 2024

En janvier 2023 est publié par Adamo un album d'adaptations en français de standards anglo-saxons, album réalisé par Stephan Eicher et Reyn, comme le mentionne le sticker de la pochette. Stephan Eicher et Reyn Ouwehand sont crédités à la réalisation et à l'arrangement de tous les titres, et Stephan également pour "guitares, claviers, sounddesign et chœurs".
Il sort à la fin 2023 un album de reprises de 19 chansons de Mani Matter avec le trio de Roman Nowka.

## Discographie

### Avec Grauzone
- 1981 : Grauzone
- 1981 : Eisbär (45 t.)
- 1998 : Die Surnrise Tapes

### Albums studio
- 1980 : Spielt Noise Boys
- 1983 : Les Chansons bleues
- 1985 : I Tell This Night
- 1987 : Silence
- 1989 : My Place
- 1991 : Engelberg
- 1993 : Carcassonne
- 1996 : 1000 vies
- 1999 : Louanges
- 2003 : Taxi Europa
- 2007 : Eldorado
- 2012 : L'Envolée
- 2013 : Rêveries
- 2017 : Song Book avec Martin Suter, textes de Martin Suter/musique de Stephan Eicher
- 2019 : Hüh! (Titres de son répertoire revisités par une fanfare + inédits)[18]
- 2019 : Homeless Songs[19],[20]
- 2022 : Ode

### Albums live
- 1994 : Non ci badar, guarda e passa (Live + vidéocassette Guarda e passa)
- 2004 : Tour Taxi Europa
- 2021 : Engelberg - Live 91

### Compilations, E.P. et B.O.
- 1982 : Souvenir
- 2001 : Hotel's (Best Of)
- 2002 : Monsieur N. - Bande originale du film d'Antoine de Caunes
- 2009 : Traces (Compilation - Coffret 4 CD)
- 2022 : Autour de ton cou, EP
- 2022 : Le plus léger au monde, EP

### Participations
- 1995 :  album Entre sourire et larmes, production Act Up / Vaincre le sida, chanson Ce qui me peine, chantée par S. Eicher sur musique de S. Eicher
- 1997 : album Aux suivants - hommage à Jacques Brel, chanson Voir un ami pleurer
- 2000 : album Balavoine hommages .., chanson Tous les cris les SOS
- 2000 : album Solidays - chanson  Qui sait ?, pour l'association Solidarité sida, avec Anggun, Patrick Bruel, Faudel, Peter Gabriel, Lââm, Lokua Kanza, Youssou N'Dour, Nourith, Axelle Red et Zucchero
- 2002 : album Umani, d'I Muvrini, chanson Un sognu pe campa, en duo avec I Muvrini.
- 2003 : album Sexe fort de Patricia Kaas, chanson On pourrait (écrite et composée par Jean-Jacques Goldman) en duo avec Patricia Kaas.
- 2003 : album L'hymne à la Môme - hommage Edith Piaf, chanson La goualante du Pauvre Jean
- 2006 : album Les oiseaux de passage - hommage Georges Brassens, chanson Les oiseaux de passage
- 2008 : album compilation Covers Cocktail, d'Arno, chanson Ils ont changé ma chanson, en duo
- 2011 : album Tels Alain Bashung - chanson Volutes
- 2012 : album Champagne for Gypsies de Goran Bregović - chansons Ciribiribela Ciribiribela et Fertig
- 2016 : album It's a teenager dream - chanson My funny Valentine
- 2018 : album Souris Calle - chanson Félin pour l'autre, avec Frédéric Lo
- 2019 : album Hallelujah, de Frédéric Lo, chanson Cet obscur objet du désir, feat. Stephan Eicher

### Compositeur
- 2002 : sur des paroles de Philippe Djian, il compose la musique de la chanson Ne reviens pas pour Johnny Hallyday, sur l'album À la vie, à la mort.
- 2014 : en collaboration avec Miossec, compose le titre Bête comme j'étais avant sur l'album Ici bas, Ici même de Miossec.

## Avec Philippe Djian

### Participations
Philippe Djian intervervient dans l'album de compilation Hotel* S : Stephan Eicher's Favourites (2001) pour une lecture de Durant un long moment (écrit pour l'album Carcassonne  de 1993) et dans l'album L'Envolée (2012) pour un duo sur le titre Elle me dit.

### Concerts littéraires
En 2007, Philippe Djian demande à Stephan Eicher de l'accompagner sur scène pour un festival littéraire à Toulouse, ils réitèrent l'expérience en 2009 lors du festival littéraire « Paris en toutes lettres », puis, en septembre 2010, ils commencent tous deux une série de concerts littéraires, jusqu'en 2011. Depuis, ils montent régulièrement sur scène durant divers festivals littéraires.

## Filmographie
Sauf indication contraire, les informations mentionnées dans cette section peuvent être confirmées par les bases de données cinématographiques IMDb et Allociné,  présentes dans la section « Liens externes ».

### Compositeur
- 1995 : Un jour ou l'autre (court métrage) de Laurent Brochand[22]
- 1996 : Mo' de Yves-Noël François
- 2003 : Monsieur N. d'Antoine de Caunes

### Acteur
- 2006 : Anuk - Der Weg des Kriegers de Luke Gasser : Hekja
- 2013 : Mary Queen of Scots de Thomas Imbach : Henri II de France

### Documentaire
- 2017 : Yéniche Sounds de Karoline Arn et Martina Rieder[23]

## Exposition
Stephan Eicher expose ses dessins réalisés en tournée à Apricale en Italie en 2012.

## Distinctions

### Récompense
- Prix suisse de musique 2021 : Grand Prix[2]

### Nomination
- César 2004 : Meilleure musique pour Monsieur N.